# Ichneumon opacus
Ichneumon opacus là một loài tò vò thuộc họ Ichneumonidae.